# جمعية مرشدات جزر الأنتيل الهولندية
جمعية مرشدات جزر الأنتيل الهولندية هي المنظمة الإرشادية الوطنية في جزر الأنتيل الهولندية السابقة. تأسست المنظمة في عام 1930 وأصبحت عضوا منتسبا في الرابطة العالمية للمرشدات وفتيات الكشافة في عام 1978 وعضو كامل العضوية في عام 1981. المنظمة للفتيات فقط وتضم 461 عضوة (اعتبارا من عام 2003).